# Kirsch Planing Mill
Kirsch Planing Mill war ein US-amerikanischer Hersteller von Automobilen.

## Unternehmensgeschichte
Peter Kirsch stammte aus Heidelberg. Er gründete 1893 das Unternehmen zur Holzbearbeitung. Der Sitz war in Decatur in Indiana. 1905 stellte er sein erstes Fahrzeug her, 1908 das zweite. Dann fertigte er Automobile nach Kundenaufträgen. Der Markenname lautete Kirsch. Zehn Stück waren geplant. Die letzte bekannte Anzeige stammt von 1916.
Danach verliert sich die Spur des Unternehmens.

## Fahrzeuge
Laut einem Zeitungsbericht in der Decatur Democrat vom 11. Juni 1908 waren die Fahrzeuge auf dem aktuellen Stand der Technik. Die Qualität wird als hoch und der Preis als angemessen bezeichnet. Ein Fahrzeug hatte eine offene Karosserie mit Platz für zwei Personen. Kirsch hatte außerdem eine besondere Bremse entwickelt.
Ein Fahrzeug von 1913 existiert noch. Ein Gefangenentransporter, der auf 1911 datiert ist, war in National Automotive and Truck Museum in Auburn ausgestellt.